# John Strange
John Strange (* 27. Juni 1852 in Oakfield, Wisconsin; † 28. Mai 1923 in Neenah, Wisconsin) war ein US-amerikanischer Politiker. Zwischen 1909 und 1911 war er Vizegouverneur des Bundesstaates Wisconsin.

## Werdegang
John Strange besuchte die öffentlichen Schulen seiner Heimat und das Beloit College. In seiner Jugend arbeitete er auch als Aushilfskraft in verschiedenen Fabriken. Später war er Lehrer in einigen Gemeinden in Wisconsin und Iowa. Danach arbeitete bei verschiedenen Firmen. Für zwei Jahre war er in Iowa Manager eines Holzhandelsunternehmens. Im Jahr 1899 kam er nach Neenah im Winnebago County. Im benachbarten Menasha gründete er ein Sägewerk. Später stieg er auch in die Papierindustrie ein. Zum Zeitpunkt seines Todes war er Präsident der Firmen John Strange Paper Company, John Strange Pail Company und Stevens Point Pulp and Paper Company. Außerdem war er Direktor bei der R. McMillian Company.
Politisch schloss sich Strange der Republikanischen Partei an. 1908 wurde er an der Seite von James O. Davidson zum Vizegouverneur von Wisconsin gewählt. Dieses Amt bekleidete er zwischen 1909 und 1911. Dabei war er Stellvertreter des Gouverneurs und Vorsitzender des Staatssenats. Strange war ein entschiedener Anhänger der Prohibition und bekämpfte die Alkoholindustrie. Er starb am 28. Mai 1923.